# DuckTales (televisieserie uit 2017)
DuckTales is een reboot op de Amerikaanse animatieserie met comedy- en avontuurelementen ontwikkeld door Matt Youngberg en Francisco Angones. De serie speelt zich net als het origineel voor een groot deel af in Duckstad maar is aangepast aan de huidige tijd.

## Geschiedenis
De serie is een reboot van de originele serie uit 1987 met dezelfde naam. DuckTales was aangekondigd in februari 2015 en werd voor het eerst uitgezonden op 12 augustus 2017 met een 44 minuten durende speciale aflevering getiteld "Woo-oo!". Het eerste seizoen bestond uit nog eens 21 afleveringen van 22 minuten en een 44 minuten durende finale. Al voor de serie uitkwam was deze verlengd voor een tweede seizoen op 2 maart 2017.

## Verhaal
Nadat ze elkaar tien jaar lang niet hebben gesproken, ontmoeten Donald Duck en Oom Dagobert elkaar weer. Donald vraagt Dagobert of hij op de neefjes kan letten terwijl hij naar een sollicitatiegesprek gaat. De neefjes ontwaken Dagoberts honger naar avontuur en ze gaan samen op zoek naar schatten en onderzoeken mysteries. Bij Oom Dagobert ontmoeten en bevrienden ze ook Webby, de kleindochter van Mevrouw Baktaart. De neefjes proberen samen met Webby te achterhalen hoe het zit met de stukgelopen relatie van Oom Dagobert en de mysterieuze verdwijning van hun moeder Dumbella, de zus van Donald.

## Personages
De serie kent veel terugkerende personages uit de oude DuckTales.
Sommige karakters zijn wat veranderd ten opzichte van de originele serie. Zo is Webby (vroeger Lizzy) een stuk stoerder. Daarnaast hebben Kwik, Kwek en Kwak ieder nadrukkelijker een eigen karakter: Kwik (rood) is de slimme planner, Kwek (blauw) de stoere doener, en Kwak (groen) de sarcastische luilak. Een nieuw personage, Mark Gaai (Mark Beaks), is deels gebaseerd op Mark Zuckerberg. Zijn technologiebedrijf werkt onder andere aan apps en auto's die zonder menselijke bestuurder rijden.
In tegenstelling tot de eerste serie gaat Donald Duck nu geregeld mee op avontuur.

## Nederlandse versie
De Nederlandse versie van de nieuwe serie ging in première op 10 februari 2018.

Regie: Stephan Holwerda

Techniek: Ronald Bijlsma

Vertaling: Joop van den Beucken
| Nederlandse naam Originele naam                            | Originele acteur                      | Nederlandse acteur                                              |
| Familie Duck                                               | Familie Duck                          | Familie Duck                                                    |
| ---------------------------------------------------------- | ------------------------------------- | --------------------------------------------------------------- |
| Dagobert Duck Scrooge McDuck                               | David Tennant                         | Jan Nonhof                                                      |
| Donald Duck - met Barks C-modulator - als kind             | Tony Anselmo Don Cheadle Russi Taylor | Anita Heilker Kevin Hassing Lot Lohr                            |
| Kwik Huey                                                  | Danny Pudi                            | Mitch van den Dungen Bille                                      |
| Kwek Dewey                                                 | Ben Schwartz                          | Pepijn Koolen                                                   |
| Kwak Louie                                                 | Bobby Moynihan                        | Jop Joris                                                       |
| Fergus McDuck                                              | Graham McTavish                       | Hero Muller                                                     |
| Ma McDuck Downy McDuck                                     | Ashley Jensen                         | Lucie de Lange                                                  |
| Dumbella Duck Della Duck                                   | Paget Brewster                        | Nathalie van Gent (seizoen 1) Lottie Hellingman (seizoen 2 & 3) |
| Diederik Duck Fethry Duck                                  | Tom Kenny                             | Florus van Rooijen                                              |
| Doortje Duck Matilda McDuck                                | Michelle Gomez                        | Maria Lindes                                                    |
| Vrienden van de familie en Dagoberts werknemers            |                                       |                                                                 |
| Webby                                                      | Kate Micucci                          | Desi van Doeveren                                               |
| Mevrouw Baktaart Mrs. Beakley                              | Toks Olagundoye                       | Marjolein Algera (seizoen 1) Hymke de Vries (seizoen 2 & 3)     |
| Turbo McKwek Launchpad McQuack                             | Beck Bennett                          | Jelle Amersfoort                                                |
| Van Stoetenwolf Duckworth                                  | David Kaye                            | Just Meijer (seizoen 1) Huub Dikstaal (seizoen 2 & 3)           |
| Willie Wortel Gyro Gearloose                               | Jim Rash                              | Alexander de Bruijn                                             |
| Karel Kraakei/Roboduck Fenton Crackshell-Cabrera/Gizmoduck | Lin-Manuel Miranda                    | Martijn Claes                                                   |
| Mevrouw Kraakei M'Ma Cabrera                               | Selenis Leyva                         | Hildegard van Nijlen                                            |
| Gerard Gier Bradford Buzzard                               | Marc Evan Jackson                     | Lucas Dietens                                                   |
| Juffrouw Eugenia Mrs. Emily Quackfaster                    | Susanne Blakeslee                     | Hymke de Vries                                                  |
| Lena                                                       | Kimiko Glenn                          | Sanne Bosman                                                    |
| Guus Geluk Gladstone Gander                                | Paul F. Tompkins                      | Rutger Le Poole                                                 |
| Darkwing Duck/John Raafkamp Darkwing Duck/Jim Starling     | Jim Cummings                          | Johnny Kraaijkamp jr.                                           |
| Darkwing Duck/Willem Woerd Darkwing Duck/Drake Mallard     | Chris Diamantopoulos                  | Ewout Eggink                                                    |
| 'Knappe' Kitty Glittergoud 'Glittering' Goldie O'Gilt      | Allison Janney                        | Ine Kuhr                                                        |
| Ludwig von Drakenstein Ludwig Von Drake                    | Corey Burton                          | Reinder van der Naalt                                           |
| Dorus Druif Doofus Drake                                   | John Gemberling                       | Reuben De Boel                                                  |
| Vlerkules Storkules                                        | Chris Diamantopoulos                  | Ruben Lürsen                                                    |
| Selene                                                     | Nia Vardalos                          | Rosalie de Jong                                                 |
| Joe Carioca José Carioca                                   | Bernardo de Paula                     | Erik van der Horst                                              |
| Panchito Pistoles                                          | Arturo Del Puetro                     | Wiebe Pier Cnossen                                              |
| Jans Uilsma Zan Owlson                                     | Natasha Rothwell                      |                                                                 |
| Veerle Wentelwiek Violet Sabrewing                         | Libe Barer                            | Aline Goffin                                                    |
| Faris D'jinn                                               | Omid Abtahi                           | Frank Hoelen                                                    |
| Sandra Gans Gandra Dee                                     | Jameela Jamil                         | Cystine Carreon                                                 |
| Johnny en Ronny Johnny and Randy                           | Keith Ferguson                        | Vincent Vangeel                                                 |
|                                                            |                                       |                                                                 |
| Dagoberts vijanden en schurken                             |                                       |                                                                 |
| Govert Goudglans Flintheart Glomgold                       | Keith Ferguson                        | Stan Limburg                                                    |
| Ma Boef Ma Beagle                                          | Margo Martindale                      | Frédérique Sluyterman van Loo                                   |
| Baas Boef Bigtime Beagle                                   | Eric Bauza                            | Thijs Steenkamp                                                 |
| Beuk Boef Bouncer Beagle                                   | Eric Bauza                            | Has Drijver (seizoen 1) Erik van der Horst (seizoen 2 & 3)      |
| Bolle Boef Burger Beagle                                   | Eric Bauza                            | Seb van den Berg                                                |
| Zwarte Magica Magica De Spell                              | Catherine Tate                        | Ilse Warringa (seizoen 1) Jorien Zeevaart (seizoen 2 & 3)       |
| Lunaris                                                    | Lance Reddick                         | Joost Claes                                                     |
| Mark Gaai Mark Beaks                                       | Josh Brener                           | Jonathan Demoor                                                 |
| Zeus                                                       | Michael Chiklis                       | Leo Richardson                                                  |
| Arend Valkenhagen Falcon Graves                            | Robin Atkin Downes                    | Marcel Jonker                                                   |
| Don Ravage Don Karnage                                     | Jaime Camil                           | Wiebe Pier Cnossen                                              |
| John Rockerduck                                            | John Hodgman                          | Ad Knippels                                                     |
| Zwarte Reiger Black Heron                                  | April Winchell                        | Sanne Bosman                                                    |
| Dr. Atmos Veer Dr. Atmoz Fear                              | Tom Kenny                             | Bob van der Houven                                              |
| Staalhaan Steelbeak                                        | Jason Mantzoukas                      | Door Van Boeckel                                                |
| Pepper                                                     | Amy Sedaris                           | Kirsten Fennis                                                  |

## Trivia
- In de vertaling van de nieuwe serie heeft men de naam 'Lizzy' veranderd in Webby (Webbelien, Nederlandse achternaam 'van der Kwaak', de logische vertaling van 'Vanderquack'), naar het Engelse origineel, met als reden dat de Lizzy uit de stripverhalen, (het zusje van Juultje en Babetje), nooit als hetzelfde personage bedoeld was. Dit zorgde eerder voor verwarring.
- Ook is de naam van Dorus Duck (Doofus Drake) veranderd in Dorus Druif, omdat hij nooit familie hoorde te zijn van de Ducks.
- Darkwing Duck is in deze serie een televisiefiguur. Zijn acteur heet John Raafkamp, een verwijzing naar Johnny Kraaijkamp jr., die in deze serie, en de serie Darkwing Duck, zijn stem inspreekt. In de Engelse versie heet de acteur Jim Starling, verwijzend naar Jim Cummings.
- In de serie worden de 'volledige namen' van Kwik, Kwek en Kwak genoemd, dit zijn 'Kwibert, Kwekkerik en Kwak-Jan' (Engels: Hubert, Dewford en Llewellyn).
- Het mysterie van de verblijfplaats van Dumbella Duck is geïnspireerd op de Nederlandse strip '80 is prachtig![1]' van Evert Geradts. (Verhaalcode: H 2014-071)
- De namen die Dumbella aan Kwik, Kwek en Kwak wilde geven (Joost, Loekie en Victor) komen ook uit de bovenstaande strip, en zijn gebaseerd op hun Vlaamse namen uit Mickey Magazine.
- Aflevering 13 en 14 zijn in Nederland en Vlaanderen uitgezonden op 7 en 8 april 2018. In de Verenigde Staten werden deze pas uitgezonden in mei.

## Stripverhalen
Naast de serie worden er sinds 2018 ook stripboeken gemaakt van de serie. Deze worden in Nederland uitgegeven door Sanoma Media.

Hieronder staan de verschillende uitgaves.
Lijst met stripverhalen
| Uitgave                                  | Verhaal                             | Tekst                             | Tekeningen                                                          | Publicatiedatum  |
| ---------------------------------------- | ----------------------------------- | --------------------------------- | ------------------------------------------------------------------- | ---------------- |
| Donald Duck presenteert: DuckTales       | De wraak van de krijsende eend      | Joe Caramagna                     | Gianfranco Florio                                                   | 8 maart 2018     |
| Donald Duck presenteert: DuckTales       | Het grote geheim van de vuurtoren!  | Joe Caramagna                     | Luca Usai                                                           | 8 maart 2018     |
| Donald Duck presenteert: DuckTales       | Blij Blij Eiland                    | Joey Cavalieri                    | Luca Usai                                                           | 8 maart 2018     |
| DuckTales Het geheim van het gouden kalf | Snelheid komt met de jaren          | Joe Caramagna                     | Andrea Greppi, Cristina Stella, Emilio Urbano, Michela Frare        | 1 mei 2018       |
| DuckTales Het geheim van het gouden kalf | Gestrand bij laag water             | Joe Caramagna                     | Andrea Greppi, Paolo Campinoti                                      | 1 mei 2018       |
| DuckTales Het geheim van het gouden kalf | Val aan!                            | Joe Caramagna                     | Gianfranco Florio                                                   | 1 mei 2018       |
| DuckTales Het geheim van het gouden kalf | De voorspelling van Nostradruipneus | Joey Cavalieri                    | Luca Usai                                                           | 1 mei 2018       |
| DuckTales Het geheim van het gouden kalf | Kansen zat in een spookstad         | Joe Caramagna                     | Luca Usai                                                           | 1 mei 2018       |
| DuckTales Het geheim van het gouden kalf | Het grote wasmachine-experiment!    | Joe Caramagna                     | Gianfranco Florio                                                   | 1 mei 2018       |
| DuckTales Vakantieboek 2018              | Avontuur op het Zware eiland!       | Joey Cavalieri                    | Gianfranco Florio                                                   | 13 juni 2018     |
| DuckTales Vakantieboek 2018              | Een draak van een droom!            | Steve Behling                     | Gianfranco Florio                                                   | 13 juni 2018     |
| DuckTales Vakantieboek 2018              | De gouden kip van Montepluimvee     | Joey Cavalieri                    | Gianfranco Florio                                                   | 13 juni 2018     |
| DuckTales Vakantieboek 2018              | Over het paard getild!              | Joe Caramagna                     | Luca Usai                                                           | 13 juni 2018     |
| DuckTales Vakantieboek 2018              | De steen der waarheid!              | Joe Caramagna                     | Andrea Greppi, Antonello Dalena, Gianfranco Florio                  | 13 juni 2018     |
| DuckTales Vakantieboek 2018              | Viking zoekt vriezer!               | Joey Cavalieri                    | Andrea Greppi, Antonello Dalena                                     | 13 juni 2018     |
| DuckTales Vakantieboek 2018              | Topgeheime spionnenmissie!          | Joe Caramagna                     | Andrea Greppi, Danilo Loizedda, Emilio Urbano, Manuela Razzi        | 13 juni 2018     |
| DuckTales De negen-koppige hydra         | Vijf eenden en een paardenkop!      | Joe Caramagna                     | Emilio Urbano, Luca Usai                                            | 16 oktober 2018  |
| DuckTales De negen-koppige hydra         | Van je familie moet je 't hebben!   | Alessandro Ferrari, Steve Behling | Ciro Cangialosi                                                     | 16 oktober 2018  |
| DuckTales De negen-koppige hydra         | De oudste Woudloper!                | Joe Caramagna                     | Graziano Barbaro, Marco Ghiglione                                   | 16 oktober 2018  |
| DuckTales De negen-koppige hydra         | De ramp met de razende raaf!        | Joey Cavalieri                    | Andrea Greppi, Gianfranco Florio                                    | 16 oktober 2018  |
| DuckTales De negen-koppige hydra         | Geluk bij een stuk ongeluk!         | Steve Behling                     | Gianfranco Florio                                                   | 16 oktober 2018  |
| DuckTales De negen-koppige hydra         | Brokkenpiloot in de kreukels!       | Joe Caramagna                     | Antonello Dalena, Gianfranco Florio, Manuela Razzi, Roberta Zanotta | 16 oktober 2018  |
| DuckTales Vakantieboek 2019              | Schots en scheef                    | Joey Cavalieri                    | Luca Usai                                                           | 11 juni 2019     |
| DuckTales Vakantieboek 2019              | Redding van de superstagiair!       | Joe Caramagna                     | Luca Usai, Ciro Cangialosi, Danilo Loizedda                         | 11 juni 2019     |
| DuckTales Vakantieboek 2019              | De schrik van de pompoenpanda's!    | Joey Cavalieri                    | Andrea Greppi, Graziano Barbaro                                     | 11 juni 2019     |
| DuckTales Vakantieboek 2019              | Oom Dagobert's grootste risico!     | Joey Cavalieri                    | Gianfranco Florio                                                   | 11 juni 2019     |
| DuckTales Vakantieboek 2019              | De ongelofelijke mini-Webby!        | Steve Behling                     | Gianfranco Florio                                                   | 11 juni 2019     |
| DuckTales Nachtmerrie op de Berenberg    | Nachtmerrie op de Berenberg!        | Steve Behling                     | Antonello Dalena, Danilo Loizedda                                   | 4 september 2019 |
| DuckTales Nachtmerrie op de Berenberg    | De ontbrekende week! Deel 1         | Joe Caramagna                     | Emilio Urbano, Gianfranco Florio                                    | 4 september 2019 |
| DuckTales Nachtmerrie op de Berenberg    | De ontbrekende week! Deel 2         | Joe Caramagna                     | Emilio Urbano, Gianfranco Florio                                    | 4 september 2019 |
| DuckTales Nachtmerrie op de Berenberg    | Uitvinder met uitstelgedrag!        | Joey Cavalieri                    | Andrea Greppi, Ciro Cangialosi                                      | 4 september 2019 |
| DuckTales Nachtmerrie op de Berenberg    | Govert's grote wisseltruc! Deel 1   | Steve Behling                     | Emilio Urbano, Gianfranco Florio                                    | 4 september 2019 |
| DuckTales Nachtmerrie op de Berenberg    | Govert's grote wisseltruc! Deel 2   | Steve Behling                     | Emilio Urbano, Gianfranco Florio                                    | 4 september 2019 |